# Chorthippus brachypterus
Chorthippus brachypterus är en insektsart som först beskrevs av Werner 1932.  Chorthippus brachypterus ingår i släktet Chorthippus och familjen gräshoppor. Inga underarter finns listade i Catalogue of Life.